# Produktsprache
Produktsprache ist die Kommunikation zwischen Produkt und Mensch im Bereich Produktdesign. Der Begriff Kommunikation ist in diesem Zusammenhang metaphorisch zu betrachten. Die physischen Eigenschaften eines Produktes repräsentieren die grammatikalischen Elemente der Produktsprache. Die Bedeutung dieser Elemente stellen den Inhalt dar. Eine Kommunikation erfolgt in dem Sinne, dass physischen Eigenschaften wie Form, Farbe, Material eines Produktes über die Sinnesorgane mit mentalen Konzepten im menschlichen Gehirn verknüpft werden.
Der Begriff wurde Anfang der 1980er Jahre durch eine Designtheorie von Jochen Gros bekannt. Vorher wurde stattdessen der Ausdruck „sinnliche Funktionen“ benutzt. Die Umbenennung erfolgte auf Grund der Mehrdeutigkeit des Wortes „sinnlich“ und der mangelhaften Übersetzungsfähigkeit der alten Bezeichnung.
Die Produktsprache stellt neben den praktischen Funktionen eine Teilmenge von Funktionen eines Produktes dar. Sie gliedert sich selbst in ästhetische Funktionen und semantische bzw. zeichenhafte Funktionen. Letztere teilen sich weiter auf in Anzeichenfunktionen und symbolische Funktionen.
Zu den ästhetischen Funktionen zählen Produkteigenschaften wie Form und Struktur; sie beinhalten die Grammatik der Produktsprache. Unter Anzeichenfunktionen werde alle jene Merkmale an einem Produkt verstanden, die dem Benutzer zeigen, wofür und wie das Produkt zu benutzen ist. Symbolische Funktionen beziehen sich auf soziale, kulturelle, historische, ökologische und andere Hintergründe, die das Produkt vermitteln soll.